# Mapa sozologiczna
Idea mapy sozologicznej zrodziła się po powstaniu sozologii (inf. o intensywności przekształcania środowiska pod wpływem działalności człowieka)
Badania dotyczące mapy sozologicznej obejmują: rejestrację, lokalizację i określanie źródeł (zaburzeń, skażeń powietrza, skażenie gleby), zasięg i charakterystykę oraz natężenie wszystkich zaburzeń, zagrożenia radioaktywnego i mikrobiologicznego, sztuczny deficyt wody, dewastacje krajobrazu, zanieczyszczenia i skażenia powietrza i wód podziemnych i powierzchniowych oraz wód morskich, zaburzenia naturalnych stosunków wodnych, zanieczyszczenia i przekształcenia rzeźby powierzchni ziemi, zanieczyszczenia i skażenia gleb, degradację szaty roślinnej, odpadów przemysłowych i komunalnych oraz hałas.
Wyróżniamy mapy przeglądowe szczegółowe i tematyczne:
- mapy tematyczne są stosowane, aby można było określić intensywność przekształceń, dokonać diagnozy oraz zapobiegać dalszym przekształceniom. W celu ukazania zanieczyszczeń powietrza,(CO2, pyły) stosuje się mapy w skali 1:10 000.
- mapa przeglądowa - jakość przeglądowa - zagadnienia hydrologiczne, zmiany powierzchni ziemi, stan atmosfery, wskaźnik sumy przekroczeń - dla różnych elementów i powietrze, wyrobiska, grunty orne, izolinia osiadań, krotność przekroczenia metali ciężkich, opad pyłu toksycznego, metali-dla powierzchni terenu. Mapy przeglądowe wydaje się w skali 1:50000

## Elementy mapy sozologicznej
1. Ochrona Środowiska i jego zasobów
- chronione grunty orne, łąki i pastwiska, lasy chronione i gospodarcze, zieleń urządzona;
- złoża surowców mineralnych oraz strefy ochrony ujęć wody;
- parki narodowe i parki krajobrazowe wraz z otulinami, rezerwaty i pomniki przyrody oraz obszary chronionego krajobrazu;

2. Podatność środowiska na degradację.
- gatunki szczególnie narażone na degradacje antropogeniczna oraz na infiltrację zanieczyszczeń do wód gruntowych;
- gatunki narażone na zalanie powodziowe i sztormowe;

3. Degradacją środowiska
- degradacja powietrza atmosferycznego; w tym emitory gazów i pyłów oraz odorów i hałasów, strefy przekroczenia dopuszczalnych stężeń SO2 i opadu pyłu, strefy podwyższonego promieniowania elektromagnetycznego oraz zasięg potencjalnego skażenia radioaktywnego;
- degradacja powierzchni terenu, w tym grunty antropogeniczne i antropogeniczne formy terenu zwałowiska i wyrobiska, zasięg pogórniczych osiadań, tereny oraz obszary górnicze, składowiska surowców i paliw, składowiska i wylewiska odpadów i cmentarze;
- formy degradacji gleb;
- wyniki i stopnie degradacji lasów;
- degradacja wód powierzchniowych, w tym zrzuty ścieków, przekroczenia wskaźników zanieczyszczeń wód i klasy ich czystości, strefy zanieczyszczeń wód przybrzeżnych, podpiętrzone wody powierzchniowe, antropogeniczne zaburzenia reżimu cieków oraz utrata więzi hydraulicznej;
- degradacja wód podziemnych, w tym: obszary o sztucznie podwyższanym lub obniżanym zwierciadle wód podziemnych, leje depresyjne, obszary o zniekształconych wodach podziemnych oraz kierunki przenoszenia zanieczyszczeń w wodach podziemnych;

4. Przeciwdziałanie degradacji środowiska.
- urządzenia redukujące zanieczyszczenie, ekrany akustyczne, oczyszczalnie ścieków oraz pasy wiatrochronne.

5. Rekultywacja środowiska
- kierunki rekultywacji terenów zdegradowanych.

6. Nieużytki antropogeniczne i naturogeniczne.
Komentarz zawiera:
- charakterystykę podstawowych komponentów środowiska przyrodniczego i niektóre właściwości
- rozszerzające dane do poszczególnych poziomów informacyjnych mapy (tekst, tabele)
- ogólną ocenę stanu środowiska i ocenę jego degradacji.
- wskazania dotyczące kształtowania i ochrony środowiska.
- inne istotne informacje i oceny( np. zaleca się zamieszczanie róży wiatrów, występowanie surowców mineralnych, danych dotyczących przedmiotu kontroli, monitoringu oraz informacji adresowych o tych punktach).

## Mapy cyfrowe/numeryczne
- posiadają strukturę warstwową;
- istnieją możliwości wymiany informacji między różnymi punktami GIS;
- obiekty graficzne są połączone z bazą danych;
- wykorzystując mapy numeryczne istnieje możliwość wykonania analizy kartograficznej;
- mapy numeryczne posiadają taki sam układ współrzędnych i odwzorowanie kartograficzne jak mapy analogowe;
- na podstawie map numerycznych można przy nakładzie niewielkich środków sporządzić diapozytywy wydawnicze i wydrukować mapy, można także wydrukować numeryczną postać mapy na zwykłej drukarce.

Arkusze numerycznej mapy sozologicznej i mapy hydrograficznej można ze sobą łączyć, uzyskując w ten sposób jednolity system informacyjny, np. dla obszaru całej jednostki administracyjnej lub zlewni.